# MMOFPS
Массовый многопользовательский шутер от первого лица (англ. massively multiplayer online first-person shooter, MMOFPS) — жанр компьютерных игр, сочетающий в себе особенности шутеров от первого лица и массовых многопользовательских онлайн-игр, в том числе и в формате браузерной игры. В этих играх большое количество пользователей взаимодействует друг с другом внутри виртуального мира. Можно сказать, что MMOFPS — это онлайн-игра в реальном времени, происходящая внутри крупной игровой области, с большим количеством одновременно участвующих игроков в виде шутера от первого лица. В этих играх представлены крупномасштабные, иногда командные сражения.
Ввиду быстротечного, стратегического характера игр в этом жанре, игроки должны рассчитывать в первую очередь на свои знания и физическую координацию, что придает большее значение индивидуальному мастерству игроков, нежели их обобщенным характеристикам, поскольку никакое количество игровых бонусов или подобного не способно восполнить отсутствие у игрока умения прицеливаться или тактического мышления.

## История
Игра Neocron иногда рассматривается как MMOFPS, хотя большинство рецензентов соглашаются в том, что она скорее представляет собой гибрид MMORPG и шутера от первого лица. Вышедший позднее PlanetSide поддерживал одновременную игру до 399 пользователей на одной карте. Некоторые считают, что игра MAG является MMOFPS, поскольку в ней на одной карте могут играть до 256 игроков.

## Экономика
Во многих MMOFPS функционируют экономические системы. Игровая валюта и предметы обычно зарабатываются в процессе игры и имеют для игроков определённую ценность. Подобные виртуальные экономики могут быть исследованы (если осуществляется журналирование игровых данных), что имеет значение в экономических исследованиях. Более значительным является то, что эти «виртуальные» экономики могут оказывать влияние на экономики реального мира.